# RegioSprinter
Der RegioSprinter ist ein von DUEWAG entwickelter und gebauter niederfluriger Dieseltriebwagen für den Regionalverkehr. Die Fahrzeuge wurden vom Hersteller zunächst unter der Bezeichnung RVT (Regional-Verbrennungstriebwagen) beworben. Die RegioSprinter waren die ersten Fahrzeuge einer neuen Generation von leichten, kostengünstigen Triebwagen
für den Regionalverkehr, die sich insbesondere durch ihr ungewohntes, hohes Beschleunigungsvermögen auszeichneten. Damit war es möglich, die Reisezeiten auch bei häufigen Halten signifikant zu verkürzen.
In Deutschland und Dänemark werden die Fahrzeuge unter der Baureihenbezeichnung 0654 im Fahrzeugregister geführt, in Tschechien registrierte Fahrzeuge tragen seit 2023 die Baureihenbezeichnung 5818.

## Geschichte

### Entwicklung

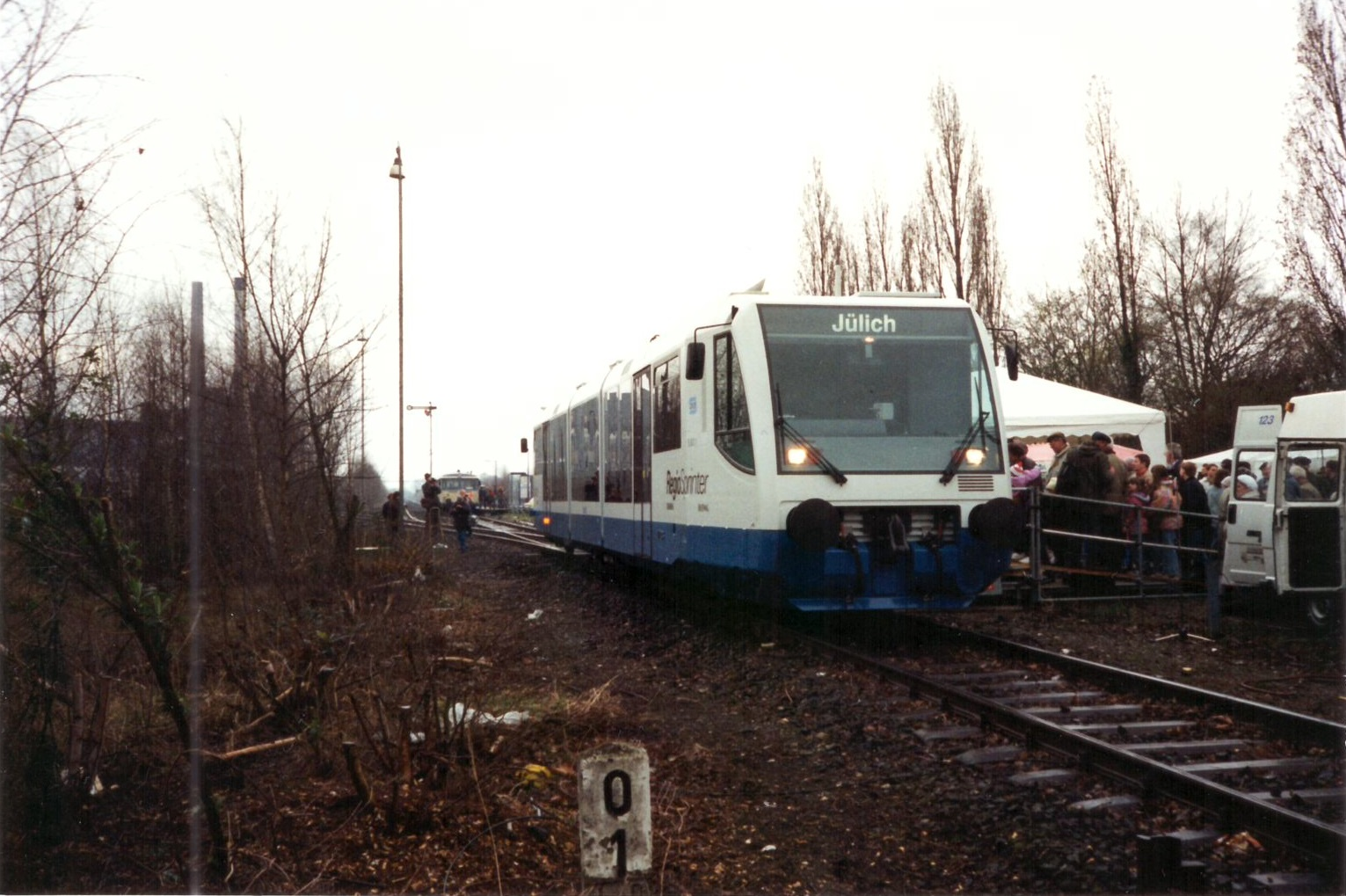
Präsentation der neuen Triebwagen für die Rurtalbahn-Strecke in Jülich, 25. März 1995 – im Hintergrund ein Schienenbus der Dürener Kreisbahn im Regelbetrieb

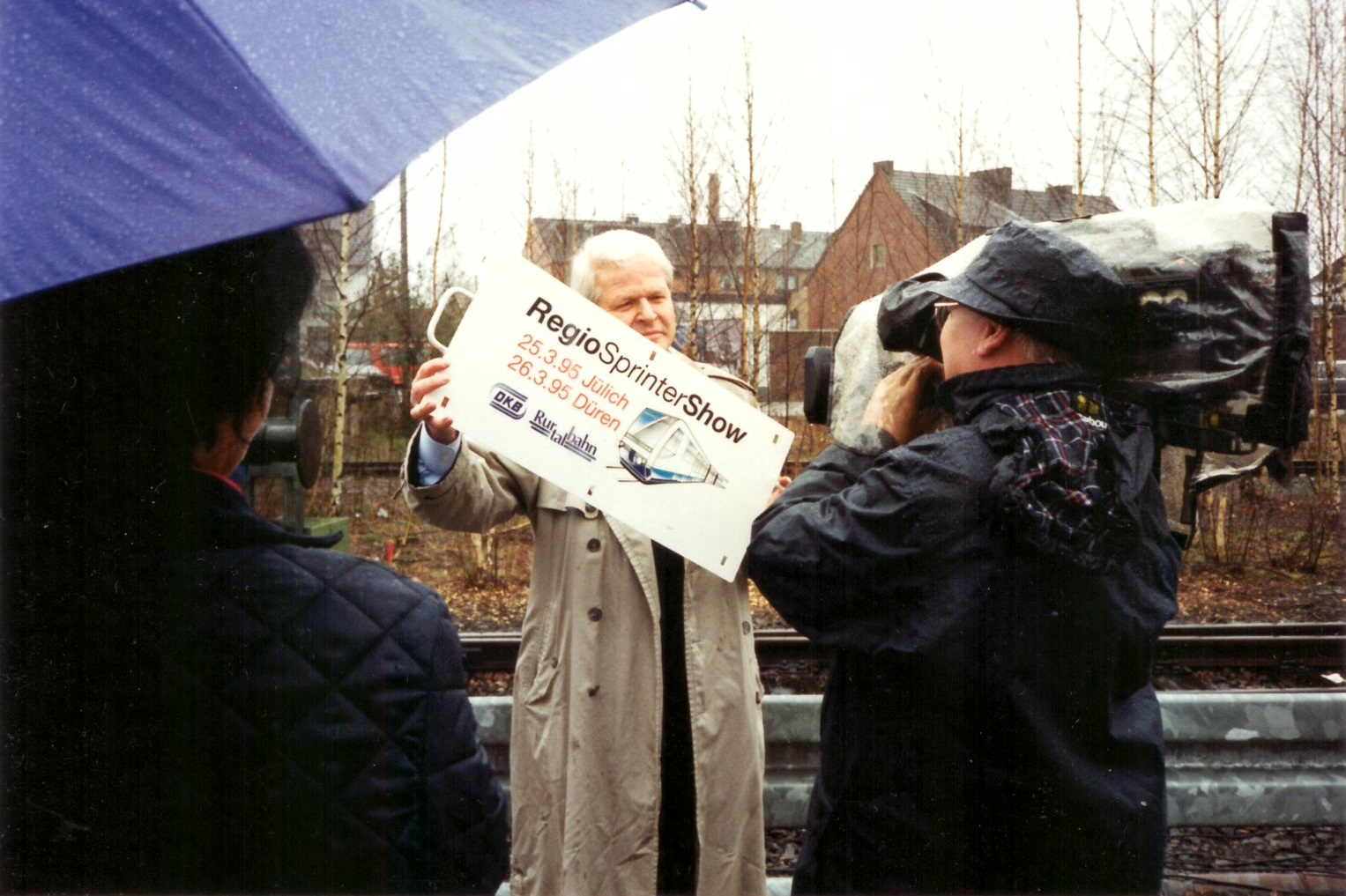
MdL und Landrat Adi Retz bei der Vorstellung der neuen RegioSprinter

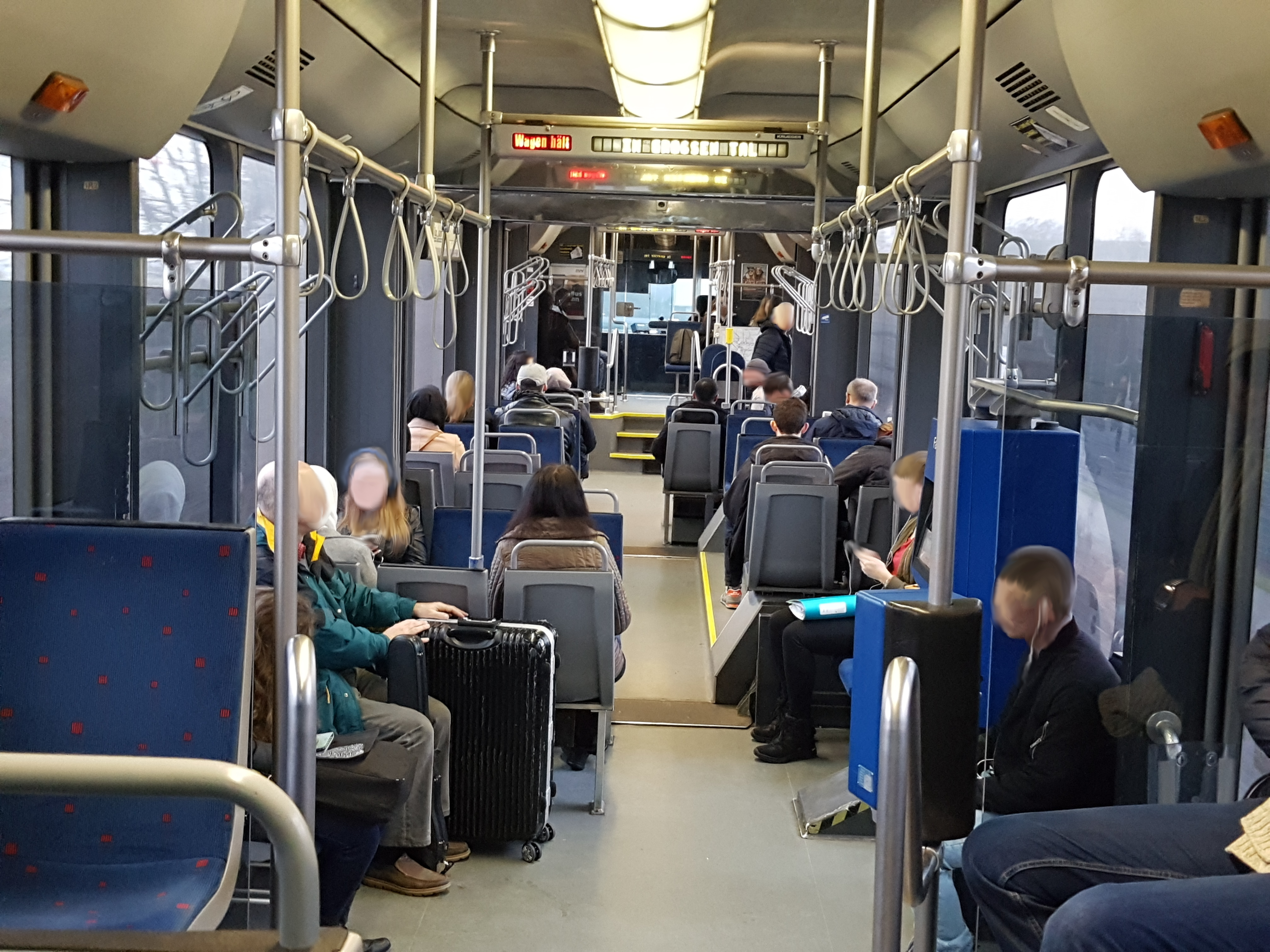
Innenraum eines RegioSprinters auf der Rurtalbahn, 2019

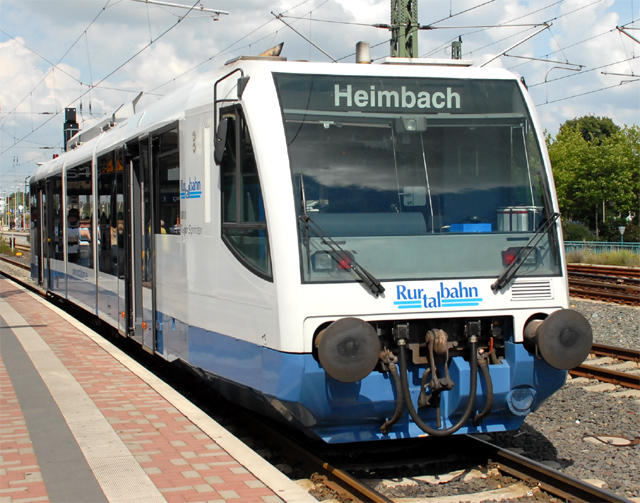
RegioSprinter in Düren, 2007

1992 veröffentlichte der Verband Deutscher Verkehrsunternehmen ein Lastenheft für einen leichten, spurtstarken und zugleich kostengünstigen Triebwagen für den Regionalverkehr. Eine neue Generation von für Nebenbahnen optimierten Fahrzeugen sollte entstehen, die viele Elemente von Stadtbussen und Straßenbahnfahrzeugen übernehmen sollte. Statt der für Schienenfahrzeuge vorgeschriebenen Rahmensteifigkeit von 1500 kN war eine Rahmensteifigkeit von 600 kN angesetzt. Dem Verlust an passiver Sicherheit sollte ein Zugewinn an aktiver Sicherheit durch höhere Bremsverzögerungen entgegengestellt werden.
Als erster Hersteller stellte Duewag im Frühjahr 1994 den RegioSprinter vor, damals noch unter der Bezeichnung RVT. Weitere, unmittelbar darauf folgende Konzepte waren der Stadler GTW, der Doppelstock-Schienenbus (DB-Baureihe 670) der Deutschen Waggonbau AG sowie nicht realisierte Fahrzeuge von Neoplan und Linke-Hofmann-Busch. (Erst 1996 entstanden die heute weit verbreiteten Typen RegioShuttle von Adtranz (später Stadler) und Talent von Talbot/Bombardier.)
Die Dürener Kreisbahn (DKB) war am 24. September 1993 der erste Besteller des RegioSprinters. Sie hatte am 23. Mai 1993 nach jahrelangen Verhandlungen zwei Regionalbahnstrecken von der Deutschen Bundesbahn übernommen, die die Bundesbahn mit hohen Defiziten betrieb und deshalb auf Busbedienung umstellen wollte. Daher suchte die DKB ein Schienenfahrzeug, das so preiswert wie irgend möglich sein sollte, dabei aber durch starke Beschleunigung kurze Reisezeiten ermöglichte. Zwecks Kostensenkung verzichtete man auf die damals im Nahverkehr sowieso noch nicht übliche Klimatisierung sowie auf Toiletten, zur Beschleunigung des Fahrgastwechsels (insb. mit Rollstühlen, Kinderwagen oder Fahrrädern) hielt man indes die Forderung nach breiten Türen und Niederflurbauweise aufrecht, was damals außerhalb der S-Bahn-Netze ein Novum war.
Unmittelbar nach ihrer Streckenübernahme hatte die Dürener Kreisbahn zunächst über 30 Jahre alte Uerdinger Schienenbusse auf ihrem Streckennetz eingesetzt. Diese waren aber von Anfang an nur als Zwischenlösung gedacht und genügten den damaligen Anforderungen an den Reisekomfort nicht mehr. Außerdem gab es Pläne, die Rurtalbahn-Züge über die Hauptstrecke nach Köln weiterzuführen, was mit den Schienenbussen und ihrer Höchstgeschwindigkeit von 90 km/h kaum realisierbar gewesen wäre.
Der erste RegioSprinter wurde am 20. März 1995 am Bahnhof Krefeld Nord der Öffentlichkeit vorgestellt. Die Auslieferung erfolgte nur 19 Monate nach Vertragsabschluss; der Preis für ein Fahrzeug betrug 1,58 Millionen Deutsche Mark. Bis zum Herbst 1995 wurden die insgesamt 16 von der DKB bestellten RegioSprinter ausgeliefert, so dass sie die alten Schienenbusse im Kreis Düren komplett ersetzen konnten, 1996 folgte noch ein weiterer RegioSprinter.
Im März 1998 wurden die RegioSprinter, die zuvor als leichte Nahverkehrstriebwagen und somit nur für 100 km/h zugelassen waren, für 120 km/h zugelassen.
Seit 1998 verkauft Siemens, das zwischenzeitlich Duewag übernommen hatte, als Nachfolger den Desiro, der anfangs als Regiosprinter 2 vermarktet wurde. Der Desiro unterscheidet sich in wesentlichen Punkten vom RegioSprinter: Von Beginn an wurde er als Vollbahnfahrzeug mit Erfüllung der entsprechenden Normen bezüglich Zug- und Druckkräften konzipiert und verfügt über Wagenkästen in Integralbauweise, eine höhere Masse und eine andere Achsfolge. Mit einem Anschaffungspreis von etwa 1,2 Millionen Euro ist der Desiro überdies deutlich teurer.

### Einsatz

#### Rurtalbahn
Die Dürener Kreisbahn erhielt ab März 1995 für die von ihr übernommenen Strecken Düren – Jülich und Düren – Heimbach insgesamt 17 RegioSprinter, die auf beiden Strecken die Schienenbusse ersetzten, welche dort bislang übergangsweise verkehrten. 2002 wurde die Strecke Düren – Jülich bis Linnich verlängert, so dass sich das Einsatzfeld der RegioSprinter ausdehnte. 2003 ging die DKB in der neu gegründeten Rurtalbahn GmbH auf. 2010 begannen die regelmäßigen Fahrten auf der 1983 für den Personenverkehr stillgelegten Bördebahn zwischen Düren und Euskirchen, die bis 2019 nur an Wochenenden und anfangs sogar nur im Sommer stattfanden. Auch hier wurde in der Regel ein RegioSprinter der Rurtalbahn eingesetzt.
Da der Fahrzeugbestand von DKB bzw. Rurtalbahn eine großzügige Reserve umfasste, kamen immer wieder RegioSprinter dieser Bahngesellschaft aushilfsweise auch auf anderen Strecken zum Einsatz. Einige Beispiele seien hier genannt: im Auftrag der DB Regio NRW die Erft-Bahn Neuss – Bedburg – Horrem (an Wochenenden seit dem 29. September 1996), die Linie RB 37 in Duisburg („Der Wedauer“) sowie bis Dezember 2017 die Linie RB 34 („Schwalm-Nette-Bahn“, Strecke Mönchengladbach – Dalheim). Auch bei anderen Privatbahnen fuhren zeitweise Dürener RegioSprinter, so zum Beispiel bei der Dortmund-Märkischen Eisenbahn, der Nord-Ostsee-Bahn, der Vias oder bei den Vetter Verkehrsbetrieben.
Eine Besonderheit bildete der auffallend farbenfroh gestaltete Otmar-Alt-Sprinter (Fahrzeug Nr. 654 008-1), welcher 2002 speziell für Sonderfahrten umgebaut wurde: Er erhielt eine Beklebung mit Motiven des Künstlers Otmar Alt, eine Küchenzeile, zwei Kühlschränke, Wasserkocher, Kaffee- und Espressomaschinen, Schränke für Garderobe, drei Stehtische, beleuchtete Tische im Bereich Vis-à-vis-Bestuhlung und eine Musikanlage. Die Sitzplatzanzahl reduzierte sich durch die Umbaumaßnahmen auf 57.
Nachdem die Rurtalbahn modernere und mit Klimaanlage sowie WC ausgestattete Triebwagen der Typen RegioShuttle (ab 2011) und LINT 54 (ab 2017) beschafft hatte, übernahmen diese schrittweise den Betrieb, und die zuletzt 16 betriebsbereiten RegioSprinter wurden über einen Zeitraum von mehreren Jahren nach Tschechien verkauft. Am 25. Februar 2019 verließen die letzten RegioSprinter den Kreis Düren. Die Fahrzeuge sind an GW Train Regio und AŽD Praha verkauft worden, wo sie nach umfangreichen Modernisierungsmaßnahmen in verschiedenen Netzen zum Einsatz kommen.

#### Vogtlandbahn

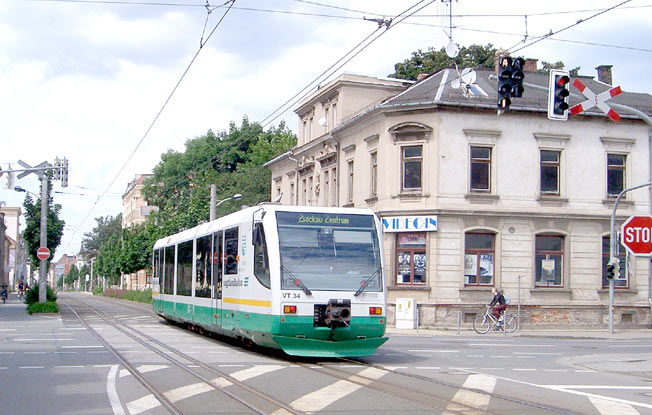
RegioSprinter in der Zwickauer Innenstadt

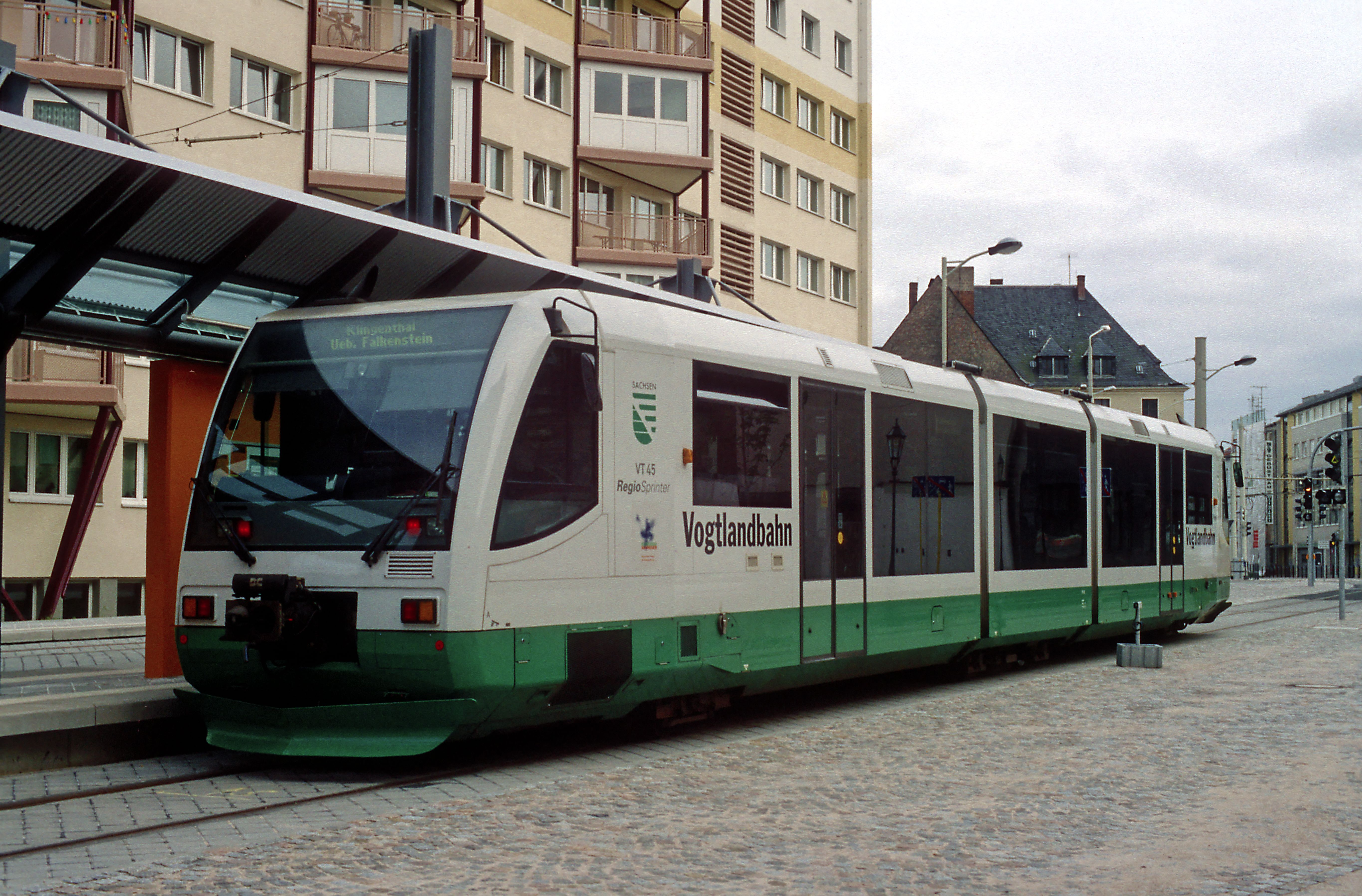
Triebwagen der Vogtlandbahn auf der BOStrab-Strecke an der Station Zwickau Zentrum

Die Vogtlandbahn beschaffte ab 1996 insgesamt 18 Fahrzeuge für den Einsatz auf den Strecken Zwickau–Adorf/Vogtl. und Plauen–Klingenthal. Da sich die Fertigstellung dieser Strecken nach der Sanierung immer wieder verzögerte, bedienten die neuen Fahrzeuge zunächst die Strecke von Zwickau nach Bad Brambach. Die Triebwagen kamen auf folgenden Linien der Vogtlandbahn regelmäßig zum Einsatz:
- Zwickau Zentrum – Zwickau (Sachs) Hbf – Falkenstein/Vogtl. – Zwotental – Klingenthal – Kraslice (– Karlovy Vary dolní n.)
- Zwickau (Sachs) Hbf – Reichenbach (Vogtl) ob Bf – Herlasgrün – Plauen (Vogtl) ob Bf – Adorf/Vogtl.
- Hof – Schönberg/Vogtl. – Mehltheuer – Plauen (Vogtl) ob Bf – Herlasgrün – Falkenstein/Vogtl.

Als Besonderheit wurden alle die an die Vogtlandbahn ausgelieferten Fahrzeuge ab 1999 nach den Bestimmungen der BOStrab nachgerüstet, um nach dem Zwickauer Modell über ein als Dreischienengleis ausgeführtes Straßenbahngleis die Zwickauer Innenstadt erreichen zu können. Hierbei können wegen der Überschreitung der maximal zulässigen Breite von 2,65 m um 32 cm nur besondere Bahnkörper befahren werden und Kreuzungen müssen als Bahnübergänge gestaltet sein. Auch dies ist in Kombination mit dem Fahren auf Sicht nur mit einer Sondergenehmigung möglich. Die Fahrzeuge dürfen im Straßenbahnbereich höchstens 40 km/h fahren, da zwar die für eine Gefahrbremsung vorgeschriebene Verzögerung erreicht wird, jedoch die bei Ausfall einer Bremse nur bis zu dieser Geschwindigkeit.
Bis zum Fahrplanwechsel im Dezember 2006 kamen die RegioSprinter der Vogtlandbahn auch auf der Linie VB 7 zwischen Schönberg/Vogtland und Schleiz West zum Einsatz. Der Verkehr auf dieser Strecke wurde zum 9. Dezember 2006 von der Nahverkehrsgesellschaft des Freistaats Thüringen abbestellt.
Ferner waren im Jahr 2006 zwei der Triebwagen (VT 36 und VT 39) an die Prignitzer Eisenbahn GmbH vermietet, die diese aufgrund von Fahrzeugmangel auf ihren Strecken im westlichen Ruhrgebiet einsetzte.
Im Oktober 2013 wurden mehrere Triebwagen von der Vogtlandbahn (VT40, VT43 und VT44) an die Oberpfalzbahn abgegeben. Diese setzte die Züge hauptsächlich auf den Bahnstrecken Cham–Bad Kötzting und Bad Kötzting–Lam ein, da sich ihre eigenen Regio-Shuttles bis Dezember 2014 in Aufarbeitung befanden.
Die Züge wurden bis April 2015 im grenzüberschreitenden Verkehr auch auf der Linie TL 70 des Trilex eingesetzt.

#### Lyngby–Nærum Jernbane (Dänemark)

##### LNJ Lm 21–25

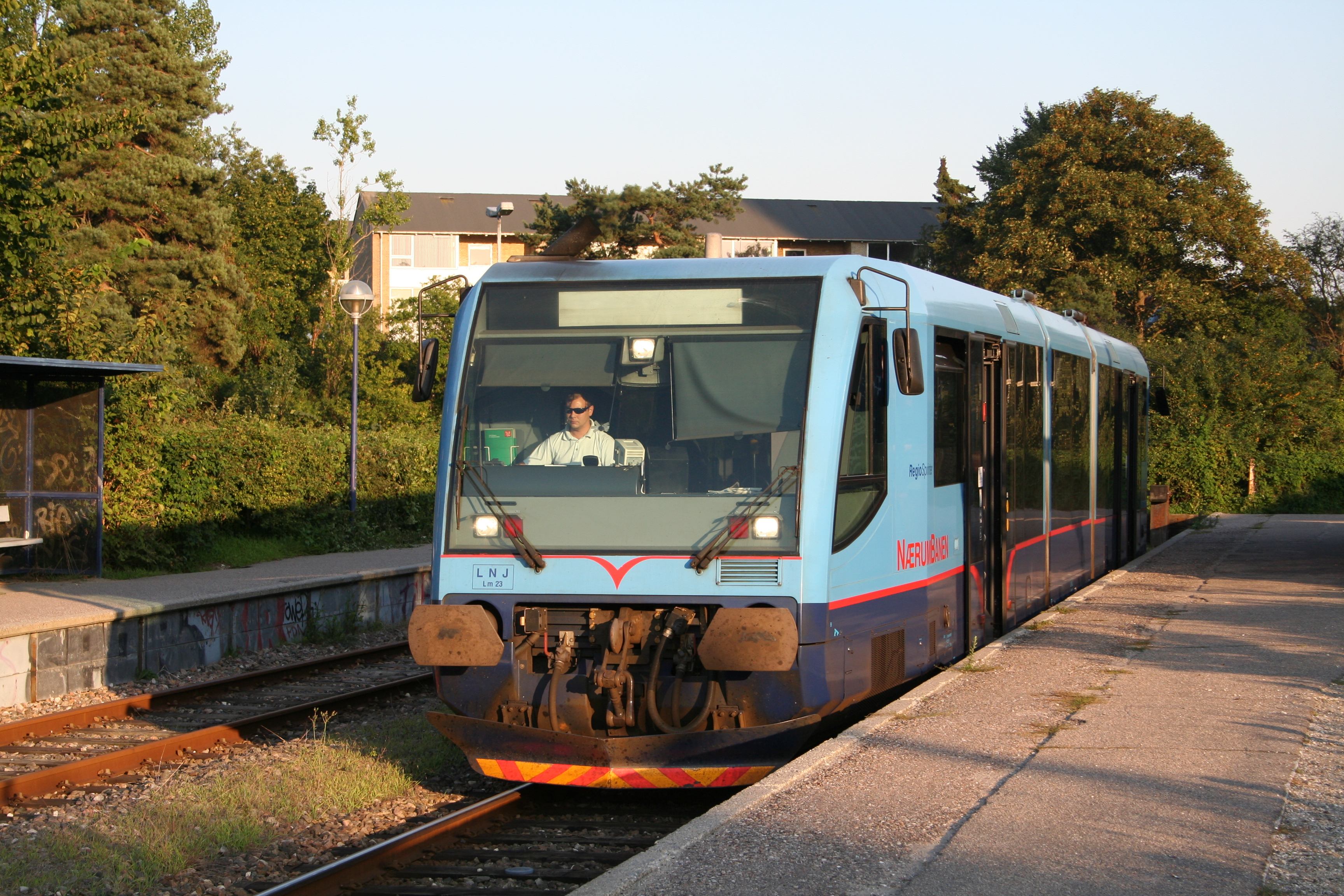
Ein RegioSprinter der Nærumbane

Die Lyngby–Nærum Jernbane (LNJ) im Raum Kopenhagen beschaffte 1996 den ersten und 1998 vier weitere Triebzüge des Typs RegioSprinter. Sie erhielten die Baureihenbezeichnung LNJ Lm und die Betriebsnummern 21–25 und wurden auf der Strecke zwischen Nærum und Jægersborg eingesetzt. Auffälliger Unterschied zu den RegioSprintern der Rurtalbahn sind die großen, als Schneeräumer ausgebildeten Schienenräumer an den Fahrzeugenden.
Der Lm 21 wurde im September 1996 mit einer Präsentationstour bei allen dänischen Privatbahnen vorgestellt. Am 12. Oktober 1998 stieß der Triebzug mit LNJ YM 20 im Betriebswerk in Jægersborg zusammen, erlitt dabei einen Totalschaden und wurde noch im gleichen Jahr verschrottet.

##### LB Lm 22–25
Ab 2002 wurde der Betrieb auf der nur acht Kilometer langen Strecke von der Lokalbanen A/S (LB) durchgeführt, die mehrere kleinere Bahngesellschaften im Raum Kopenhagen übernommen hatte. Die Triebwagen gingen zu diesem Zeitpunkt in den Besitz der Hovedstadens Lokalbaner über, die sie an die LB vermietet. Dort erhielten sie die Betriebsnummern LB Lm 22–25 (UIC-Bezeichnung: 95 86 0654 022-X – 95 86 0654 025-X).
Ab dieser Zeit erhielten sie Zug um Zug den Lokalbanen-Anstrich in lichtgrau und gelb, im Nachgang dazu erfolgten weitere kleinere Anpassungen. So wurden die Rollband-Zielanzeigen gegen moderne LED-Zielanzeigen getauscht, auch die Anzeigen im Fahrgastraum sind verbessert worden. Die nicht mehr benötigten Entwerter sind ausgebaut worden.
Zum 1. Juli 2015 wurde die Lokalbanen A/S mit der Gesellschaft Regionstog zu Lokaltog A/S fusioniert; diese neue Gesellschaft umfasst diverse ehemals selbständige Privatbahnen auf Seeland und Lolland.

#### NÖVOG

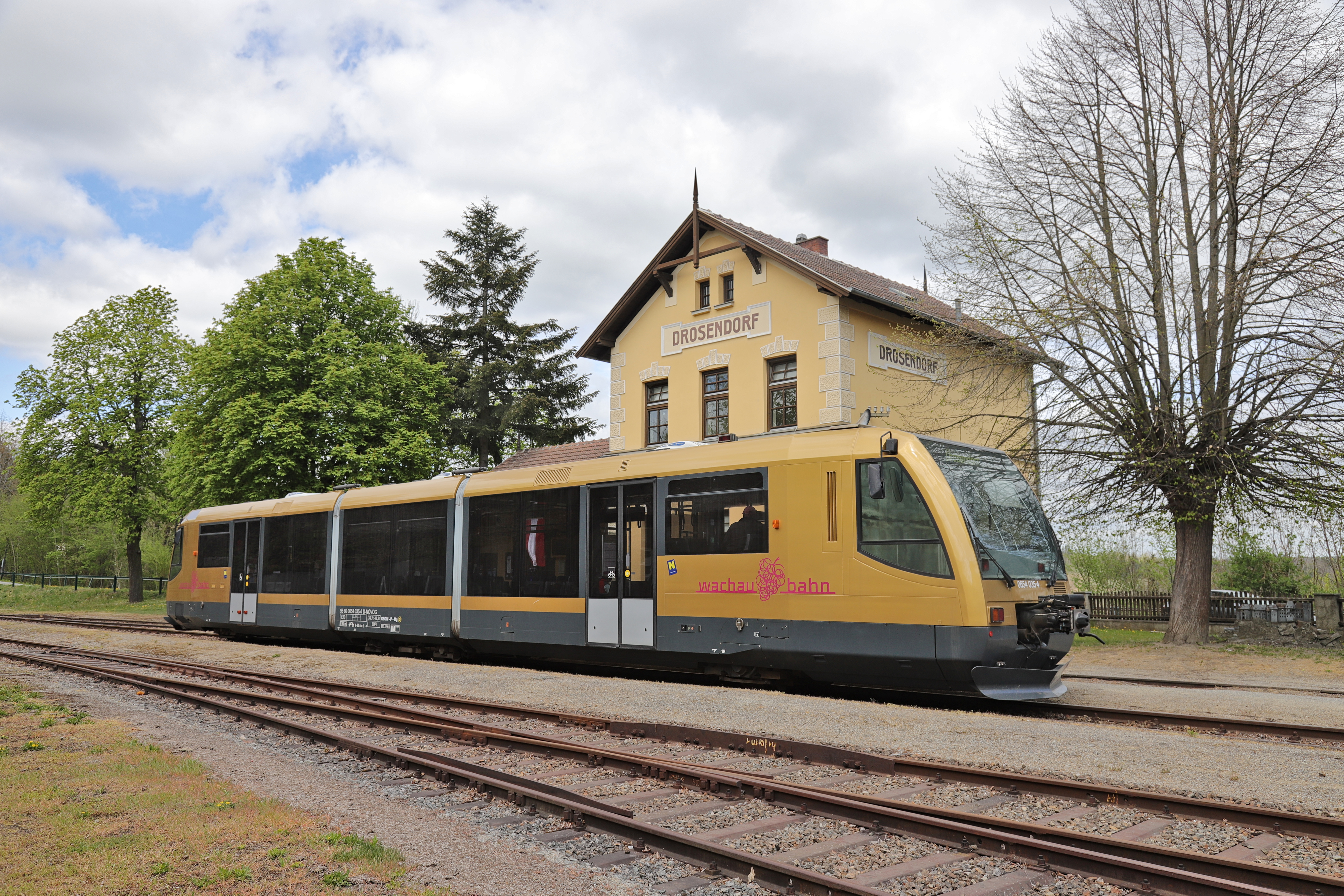
0654 035 der NÖVOG im Bahnhof Drosendorf

Nachdem die Vogtlandbahn Ende 2015 fünf RegioSprinter zum Verkauf gestellt hatte, erwarb die Niederösterreichische Verkehrsorganisationsgesellschaft (NÖVOG) fünf Fahrzeuge für insgesamt 3,5 Millionen Euro, um sie auf der Wachaubahn und der Bahnstrecke Retz–Drosendorf im touristischen Gelegenheitsverkehr einzusetzen. In der Werkstatt der Vogtlandbahn in Neumark wurden die Fahrzeuge dazu mit einem geschlossenen Toilettensystemen, einer Klimaanlage und einer grau-goldenen Neulackierung ausgestattet. Erste Probefahrten auf der Wachaubahn fanden im März 2016 statt, am 31. März 2016 folgten die Präsentation der ersten drei Fahrzeuge und die ersten öffentlichen Fahrten. Die übrigen beiden Fahrzeuge wurden im Mai 2016 überführt.

#### GW Train Regio

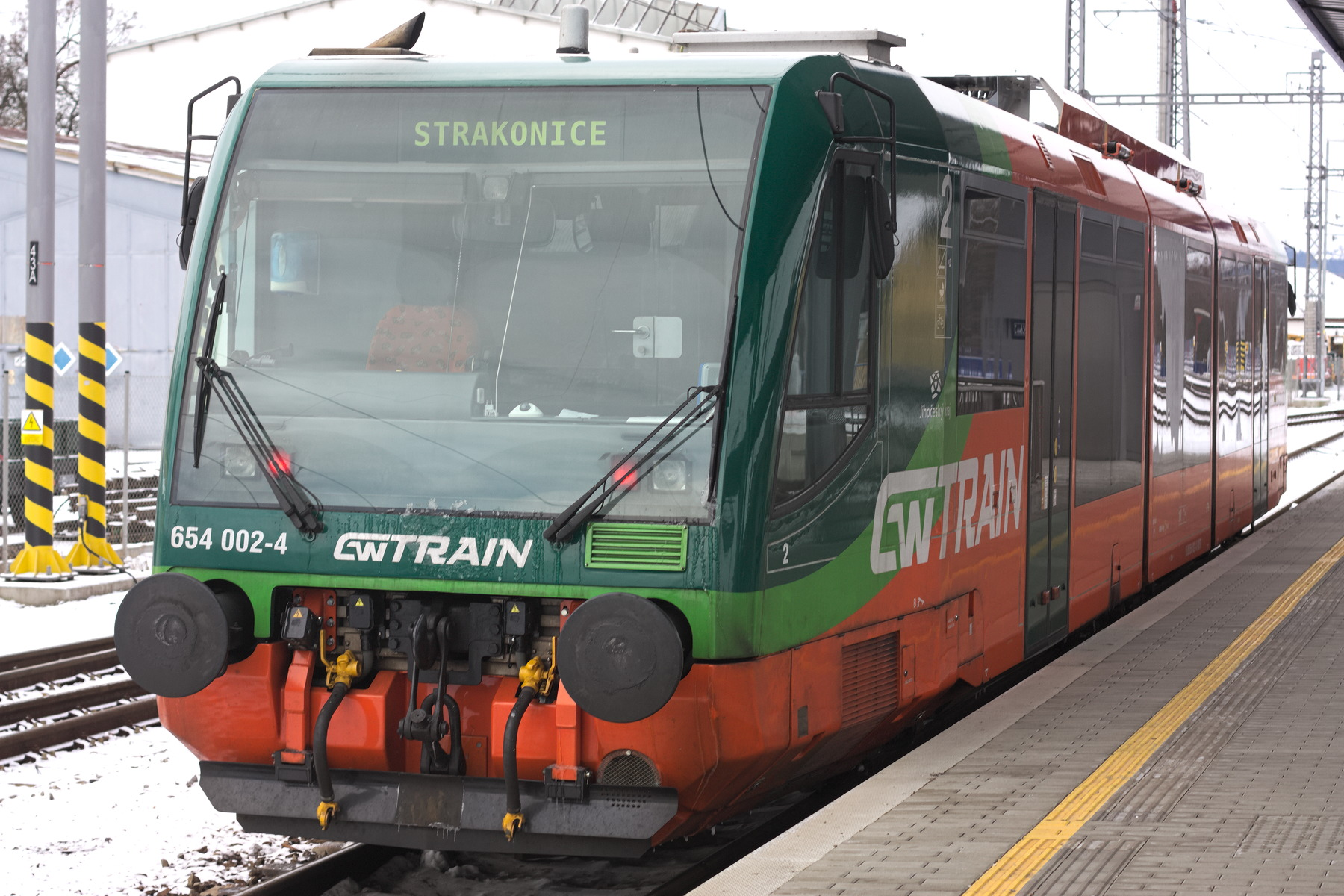
RegioSprinter von GW Train Regio im Bahnhof Strakonice

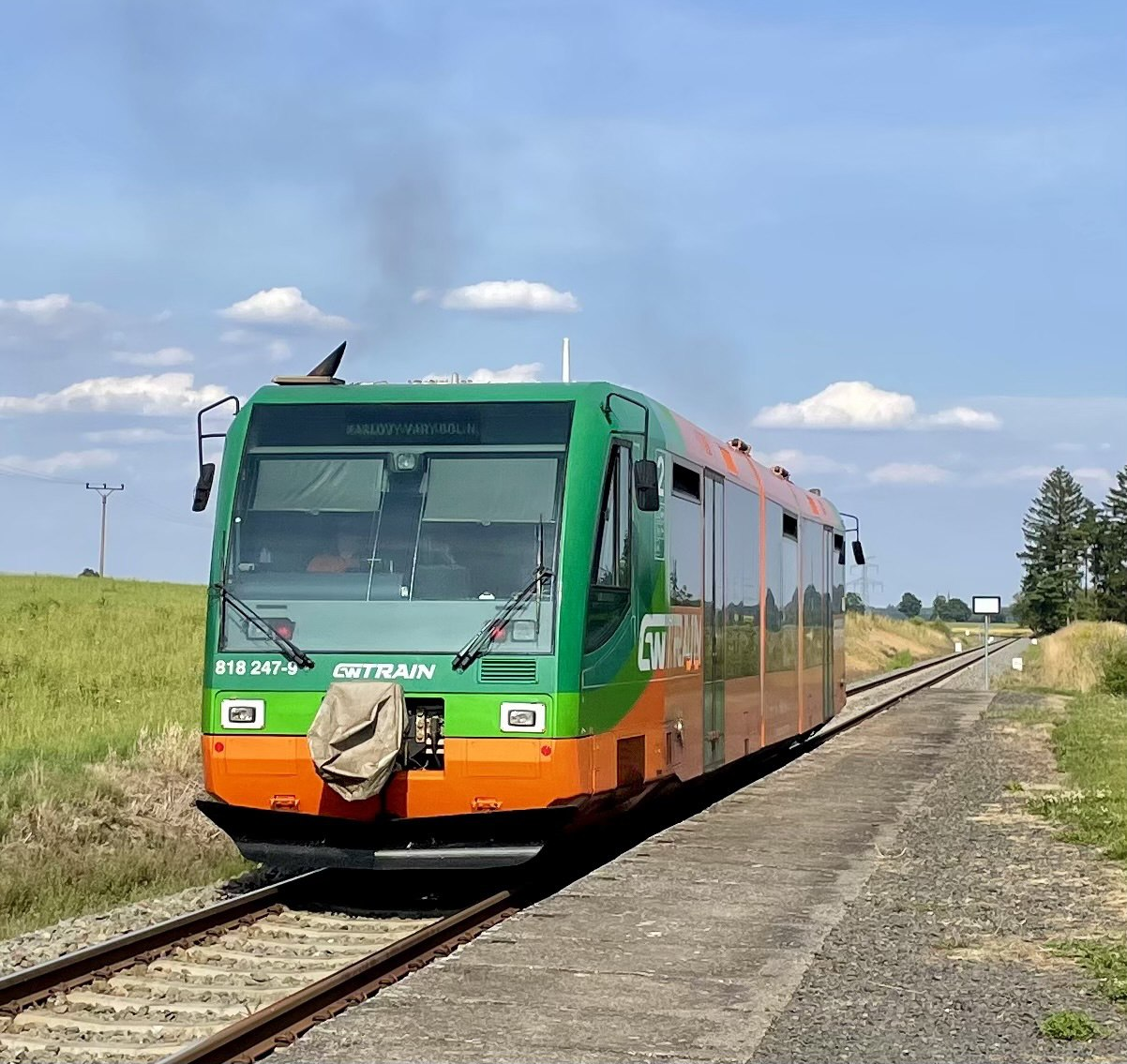
GW Train 818 247 (ex Vogtlandbahn VT 247) auf dem Weg nach Karlsbad

GW Train Regio setzte vor der Beschaffung eigener RegioSprinter seit vielen Jahren Fahrzeuge der Vogtlandbahn auf der Strecke zwischen Marianske Lazne und Karlovy Vary ein. 2015 beschaffte man zunächst drei Fahrzeuge für diese Strecke von der Rurtalbahn, welche in den ersten Monaten nur leicht modernisiert und weiß beklebt zum Einsatz gekommen sind. In den Folgejahren übernahm man Schritt für Schritt den gesamten einsatzfähigen Fuhrpark der Rurtalbahn (13 weitere Fahrzeuge). Hintergrund war eine gewonnene Ausschreibung, für welche Fahrzeuge benötigt worden sind. Seit Dezember 2017 werden drei Bahnstrecken (České Budějovice - Nové Údolí, Číčenice - Nové Údolí, Strakonice - Volary) in Südböhmen mit diesen Fahrzeugen betrieben. Vor der Inbetriebnahme wurde eine Modernisierung bei CZ Loko durchgeführt, in deren Rahmen Toiletten, W-LAN, Steckdosen, Klimaanlagen, Fahrgastinformationsmonitore und eine neue Sitzlandschaft eingebaut wurden. Zusätzlichen haben die Fahrzeuge eine neue Lackierung in den aktuellen Unternehmensfarben erhalten.
Auch von der Vogtlandbahn sind Fahrzeuge fest übernommen worden. Am 25. Mai 2017 wurden die ersten zwei Fahrzeuge erworben (VT 45 und VT 48). Ein dritter Triebwagen (VT 47) wurde am 25. August 2017 zu GW Train Regio überführt. Im Frühjahr 2019 folgte mit VT 46 das vierte Fahrzeug. Im Oktober 2024 kamen noch neun Fahrzeuge der Baureihe von der Die Länderbahn CZ s.r.o. hinzu, sie wurden in das Tschechische Nummernsystem intigriert. Die Fahrzeuge werden fortan mit einem weiteren GW Train Regio Regiosprinter an die Die Länderbahn CZ s.r.o. vermietet. Für die Instandhaltung ist nun GW Train Regio Verantwortlich. Folgende Fahrzeuge wurden Verkauft: VT 33, VT 34, VT 37, VT 39, VT 40, VT 41, VT 42, VT 43 und VT 44.

#### AŽD Praha

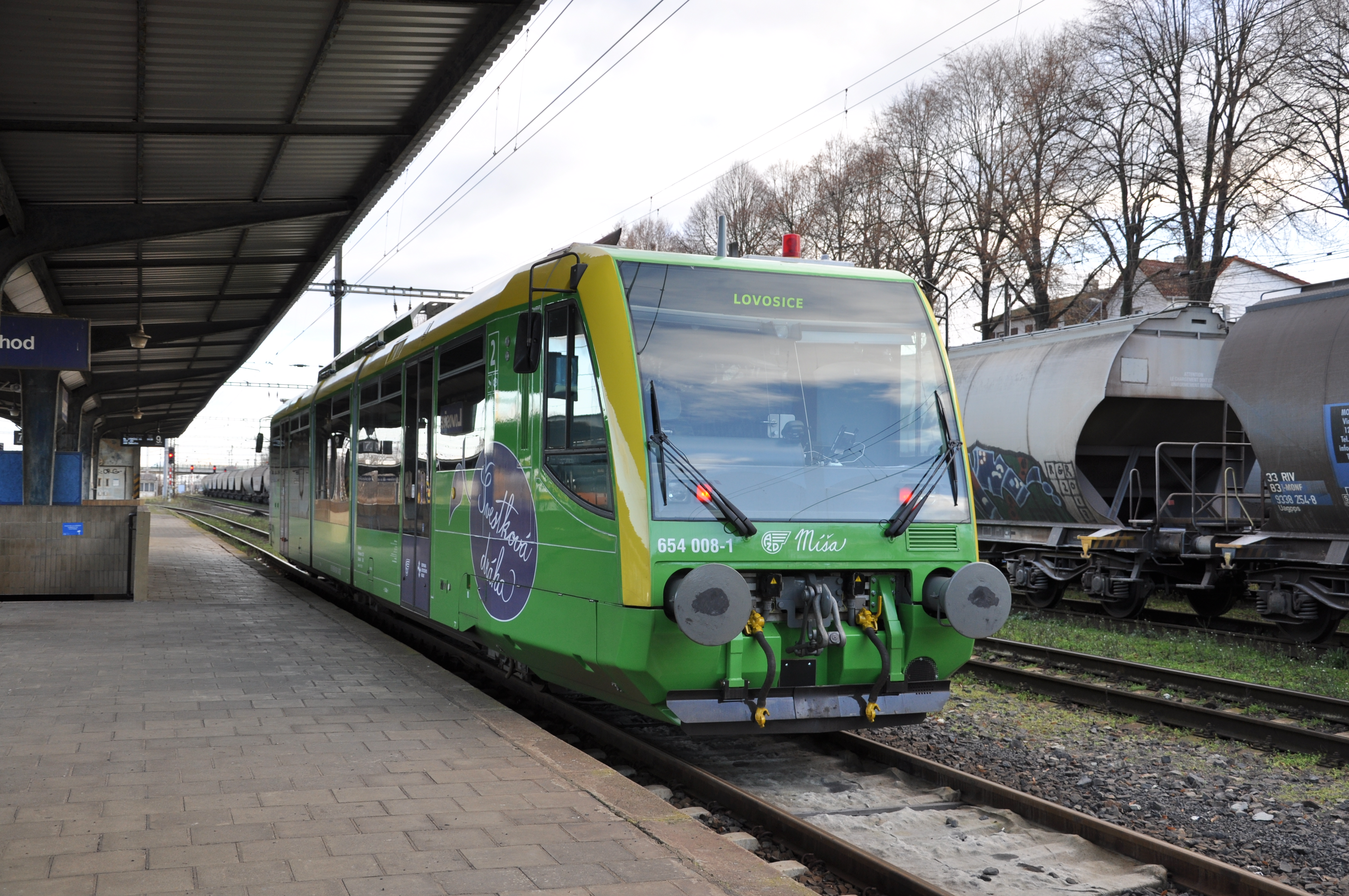
Regiosprinter von AŽD Praha (Lovosice 2019)

Für den SPNV auf der Linie U10 des Regiotakt Ústecký kraj erwarb das tschechische Eisenbahnverkehrsunternehmen AŽD Praha vier gebrauchte Fahrzeuge von der Rurtalbahn. Die Fahrzeuge erhielten durch CZ Loko eine grundlegende Modernisierung, ähnlich wie jene Fahrzeuge bei GW Train Regio. Eine zunächst angedachte Ausrüstung für den autonomen Betrieb wurde bislang nicht umgesetzt (Stand: Februar 2024). Seit 15. Dezember 2019 verkehren sie planmäßig auf der für den Reiseverkehr reaktivierten Bahnstrecke Čížkovice–Obrnice in der Relation Litoměřice–Most.
Im Herbst 2022 wurden zwei weitere Fahrzeuge von GW Train Regio erworben. Damit sollen Einsätze von älteren Fahrzeugtypen bei Fahrzeugengpässen vermieden werden.

#### Die Länderbahn CZ
Mit Beginn des Fahrplanjahres 2020 am 15. Dezember 2019 endete der Einsatz der RegioSprinter bei der Vogtlandbahn. Die nun nicht mehr benötigten Fahrzeuge wurden an das Tochterunternehmen Die Länderbahn CZ in Tschechien übertragen. Sie werden seitdem auf den Linien U12/S52 Osek město – Most – Louny – Rakovník, U14/S51 Jirkov – Chomutov – Žatec – Lužná u Rakovníka und T7 Chomutov – Vejprty – Cranzahl eingesetzt. Seit Dezember 2023 werden sie auch auf der Wochenendlinie S58 Rakovník – Kralovice u Rakovníka eingesetzt. Von September bis November 2024 und von März bis Mai 2025 wurden sie auf der Ersatzlinie X560 für die Buslinie 560 (Rakovník –) Lužná u Rakovníka – Krupka – Kolešovice eingesetzt.

## Technik und Ausstattung

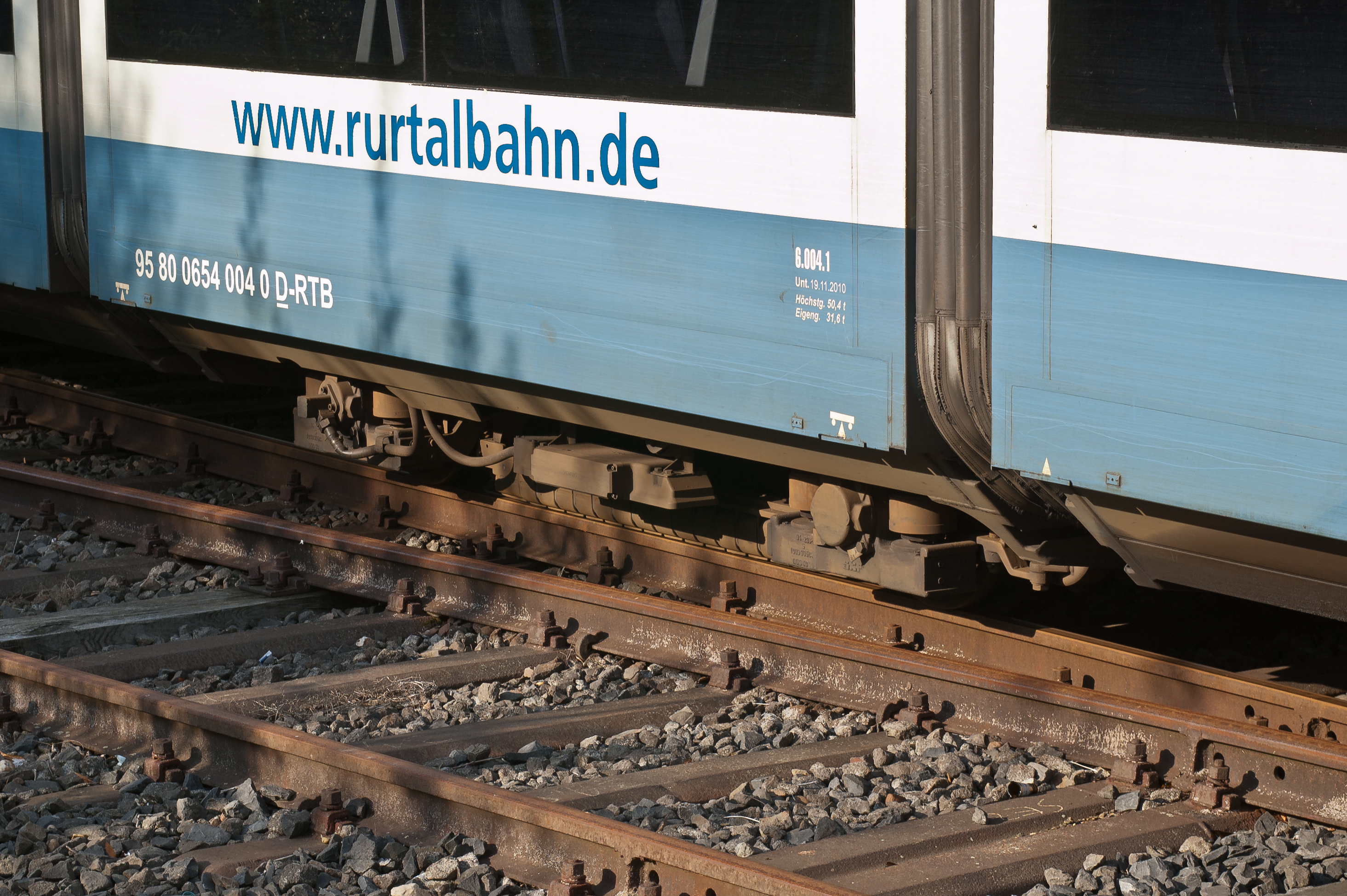
Blick auf die beiden Laufradsätze des Mittelteils mit der Magnetschienenbremse

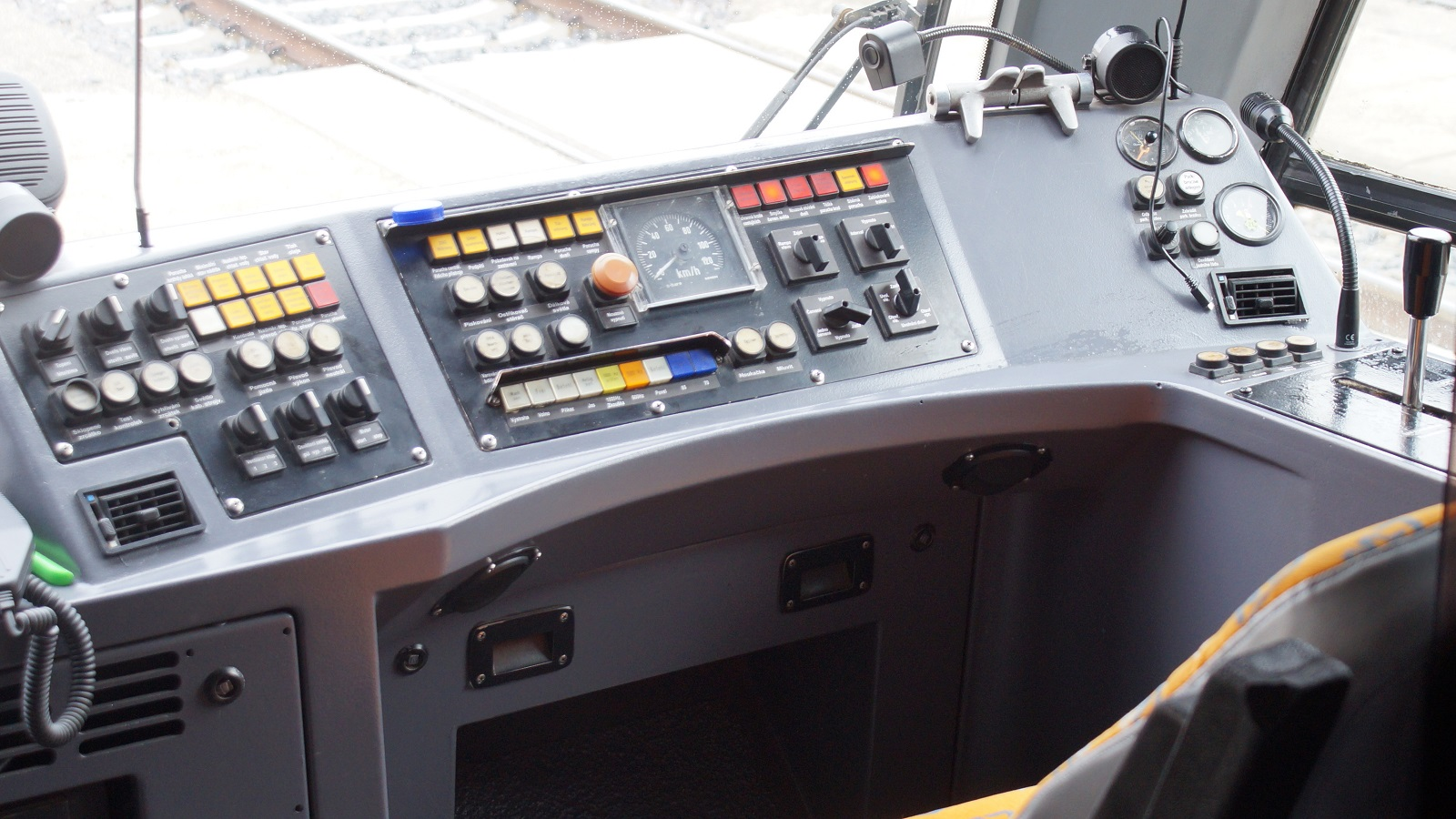
Führerstand des tschechischen GW Train RegioSprinter

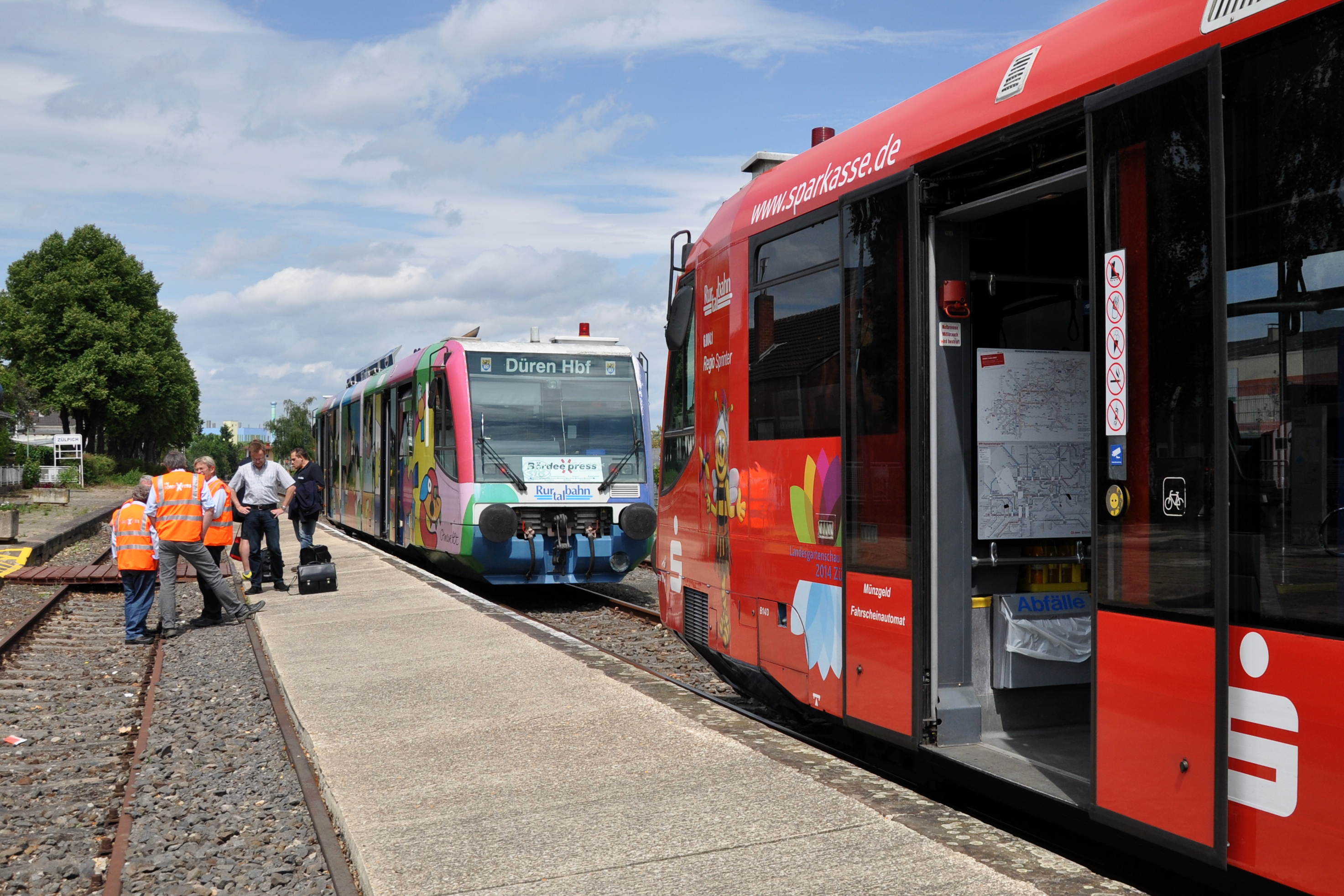
Einstiegstür bei einem Fahrzeug der Rurtalbahn; im Hintergrund der Otmar-Alt-Sprinter

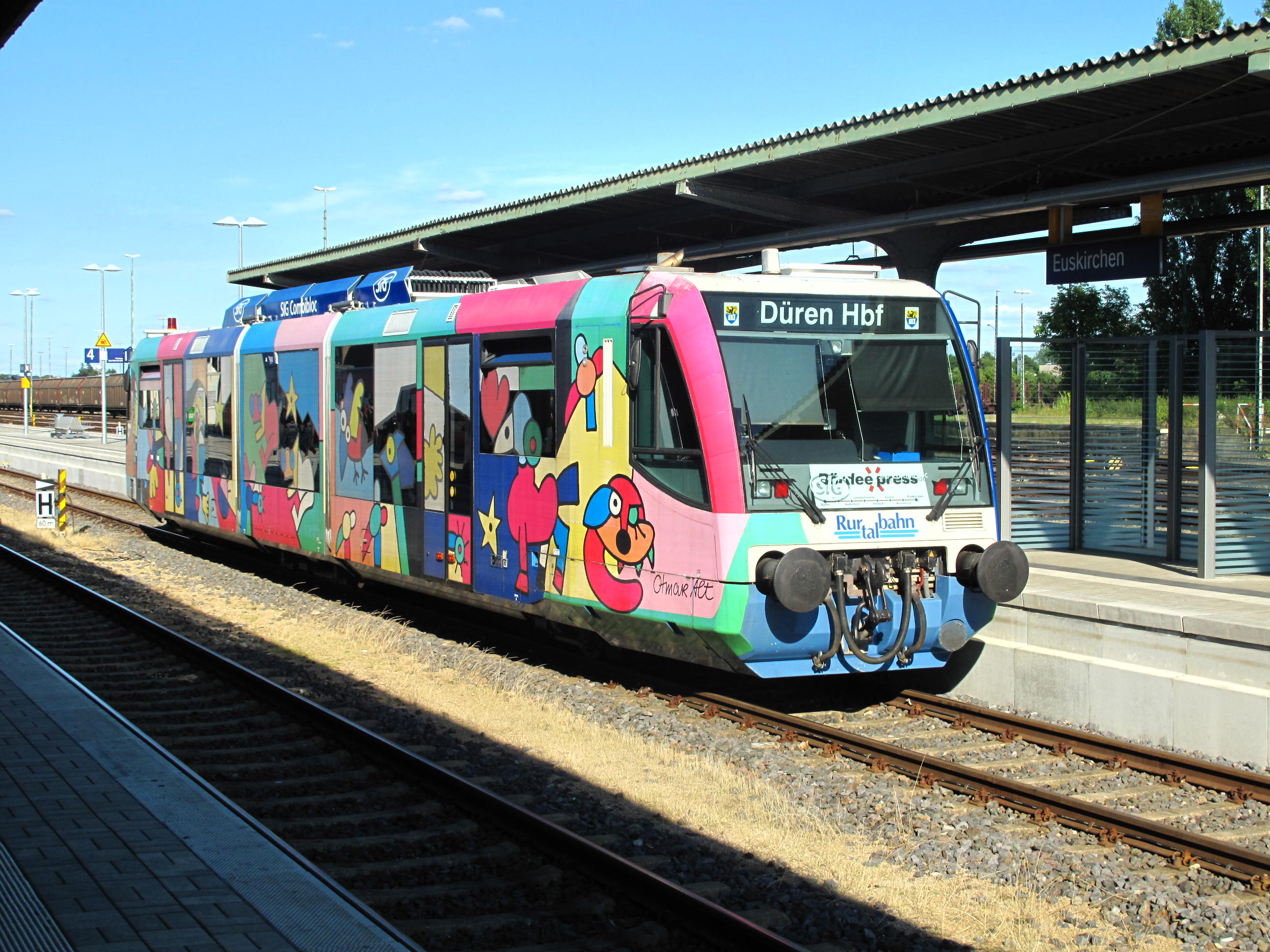
Künstlerisch gestalteter Otmar-Alt-Sprinter 2012 in Euskirchen als „BördeExpress“ nach Düren

Die Fahrzeuge sind als Doppelgelenktriebwagen mit dieselmechanischem Antrieb ausgeführt. In den beiden längeren Endmodulen befinden sich die Führerstände und jeweils unter den hochflurigen Endabteilen eine der beiden Antriebseinheiten, die den einzelnen Lenkradsatz des jeweiligen Endmoduls antreiben. Zwischen den Endmodulen befindet sich ein wesentlich kürzeres, antriebsloses Modul mit zwei nicht angetriebenen Radsätzen. Das Design des Fahrzeugs wurde von Alexander Neumeister entworfen, der auch einzelne Baureihen des ICE, Shinkansen und Transrapid gestaltete.
Die Antriebseinheiten bestehen aus Dieselmotor, dem Automatikgetriebe mit fünf Stufen, Anlasser, Luftfilter, Kühler und einem Schalldämpfer; sie benutzen einen gemeinsamen Tragrahmen, der unterhalb des Wagenkastens aufgehängt ist. Hersteller der Motoren, die ursprünglich für den Einsatz in Omnibussen entwickelt worden waren, ist MAN. Die Motoren der Fahrzeuge für die Rurtalbahn erfüllen die Abgasnorm Euro I, die Nærumbanen orderte eine stärkere Version mit Euro II-Motoren. Gebremst wird durch den in das Getriebe integrierten Retarder, elektropneumatische Bremsen mit Bremsscheiben an den Radsätzen und einer Magnetschienenbremse im Mittelteil des Fahrzeugs. Bei Schnellbremsung kann eine Bremsverzögerung von 2,73 m/s² erreicht werden; ein Wert, der sich auf dem Niveau von Straßenbahnfahrzeugen bewegt.
Das Bordnetz des RegioSprinters führt eine Spannung von 24 Volt, bei laufendem Dieselmotor wird es durch eine Lichtmaschine, bei ausgeschaltetem Dieselmotor durch zwei Batterien mit einer Nennladung von 24 Ah gespeist. Über die Batterien kann der RegioSprinter auch an ein externes Stromnetz angeschlossen werden.
Bei der Konstruktion des Wagenkastens zeigen sich erste Ansätze der Hybridbauweise: Wie in konventioneller Differentialbauweise ist das Untergestell aus Aluminium verschweißt. Die Seitenwände sind in Anlehnung an die Straßenbahnfertigung geschraubt. Die Führerstandsmodule des RegioSprinters bestehen aus glasfaserverstärktem Kunststoff und sind mit dem Wagenkasten verklebt. Das Dach ist in Sandwichbauweise mit zwei Aluminiumplatten und einer Innenschicht aus Kunststoff gefertigt, um Gewicht einzusparen und den Innenraum zu isolieren.
Zwei Drittel des Fahrzeuges sind in Niederflurbauweise ausgeführt, die Einstiegshöhe beträgt 530 mm. Die Höhe des Innenraums vom Fußboden bis zur Decke beträgt somit bis zu 2700 mm. Um die Fahrgastwechselzeit im Vergleich zu älteren leichten Dieseltriebwagen zu senken, sind breite Türen mit 1300 mm lichter Weite eingebaut. Für Rollstuhlfahrer steht eine Rampe pro Fahrzeug zur Verfügung. Die Bestuhlung ist in der Anordnung 2+3 eingebaut; auf eine Toilette wurde wegen der vorgesehenen geringen Reiseentfernungen verzichtet. Die Vogtlandbahn musste dennoch später sämtliche Fahrzeuge mit Toiletten nachrüsten, da anderenfalls ein grenzüberschreitender Einsatz nach Tschechien nicht möglich gewesen wäre.
Die Fahrzeuge der Rurtalbahn und der dänischen Nærumbane sind mit Schraubenkupplungen, diejenigen der Vogtlandbahn hingegen mit Scharfenbergkupplungen ausgerüstet.